# Дмитрове (Сімферопольський район)
Дми́трове (до 1948 року — Калмук-Кари, крим. Qalmuq Qarı) — село Сімферопольського району Автономної Республіки Крим. Підпорядковується Донській сільській раді.

## Сучасність
У Дмитровому 5 вулиць, площа, займана селом, 17,9 гектара, на якій в 100 дворах, за даними сільради на 2009 рік, числилось 234 жителі, село пов'язане автобусним сполученням з Сімферополь.

## Населення

### Мова
Розподіл населення за рідною мовою за даними перепису 2001 року:
| Мова              | Кількість | Відсоток |
| ----------------- | --------- | -------- |
| російська         | 128       | 50.39%   |
| українська        | 37        | 14.57%   |
| кримськотатарська | 22        | 8.66%    |
| білоруська        | 5         | 1.97%    |
| вірменська        | 2         | 0.79%    |
| інші/не вказали   | 60        | 23.64%   |
| Усього            | 254       | 100%     |

## Географія
Село Дмитрове розташоване на крайньому сході району, приблизно в 18 кілометрах від Сімферополя (Там же найближча залізнична станція Сімферополь). Дмитрово знаходиться на стику передгірної і степової зон Криму, у балці струмка Осма (раніше Асма), лівої притоки річки Зуї, висота центру села над рівнем моря 261 м. Сусідні села Верхньокурганне - близько 3 кілометрів нижче по балці, Донське приблизно в 4 км і, південніше, — Нижні ліщини Білогірського району, приблизно в 3 кілометрах.
1. ↑  Рідні мови в об'єднаних територіальних громадах України — Український центр суспільних даних